# Diplectrum
En botánica, Diplectrum es un sinónimo del género Satyrium.
Diplectrum es un género de peces de la familia Serranidae.

## Especies
Hay actualmente 12 especies reconocidas en este género:
- Diplectrum bivittatum  (Valenciennes en Cuvier y Valenciennes, 1828) – Serrano guabino
- Diplectrum conceptione  (Valenciennes en Cuvier y Valenciennes, 1828)
- Diplectrum eumelum  Rosenblatt y Johnson, 1974 – Serrano carabonita
- Diplectrum euryplectrum  Jordan y Bollman, 1890 – Serrano extranjero
- Diplectrum formosum  (Linnaeus, 1766) – Serrano arenero
- Diplectrum labarum  Rosenblatt y Johnson, 1974  – Serrano espinudo
- Diplectrum macropoma  (Günther, 1864)  – Serrano mexicano
- Diplectrum maximum  Hildebrand, 1946  – Serrano de altura
- Diplectrum pacificum  Meek y Hildebrand, 1925  – Serrano cabaicucho
- Diplectrum radiale  (Quoy y Gaimard, 1824)  – Aquavina
- Diplectrum rostrum  Bortone, 1974  – Serrano frenado
- Diplectrum sciurus  Gilbert, 1892  – Serrano ardilla